# 李宏基 (武安)
李宏基（1912年2月7日—1983年5月8日），字劍華。河南省武安縣人。民國38年（1949年）在河南省第二選區遞補當選第一屆立法委員。其外孙女是美国第19任貿易代表戴琪

## 生平[5][6][7][8]
- 國立北平大學法律系畢業
- 中央調查統計局主任、處長、少將軍法官
- 中國國民黨中央組織部秘書、第二處處長
- 遞補河南省第二選區立法委員
- 總統府資料組組長
- 淡江學院國文教學召集人
- 民國72年5月8日病逝[9]